# Óscar García Pérez
Óscar Manuel García Pérez (La Habana, 23 de diciembre de 1966) es un deportista cubano que compitió en esgrima, especialista en la modalidad de florete.
Participó en tres Juegos Olímpicos de Verano entre los años 1992 y 2000, obteniendo dos medallas, plata en Barcelona 1992 y bronce en Atlanta 1996. Ganó seis medallas en el Campeonato Mundial de Esgrima entre los años 1983 y 2001.

## Palmarés internacional
| Juegos Olímpicos   | Juegos Olímpicos            | Juegos Olímpicos  | Juegos Olímpicos    |
| Año                | Lugar                       | Medalla           | Prueba              |
| ------------------ | --------------------------- | ----------------- | ------------------- |
| 1992               | Barcelona (España)          | Medalla de plata  | Florete por equipos |
| 1996               | Atlanta (Estados Unidos)    | Medalla de bronce | Florete por equipos |
| Campeonato Mundial |                             |                   |                     |
| Año                | Lugar                       | Medalla           | Prueba              |
| 1983               | Viena (Austria)             | Medalla de bronce | Florete por equipos |
| 1991               | Budapest (Hungría)          | Medalla de oro    | Florete por equipos |
| 1994               | Atenas (Grecia)             | Medalla de bronce | Florete individual  |
| 1995               | La Haya (Países Bajos)      | Medalla de oro    | Florete por equipos |
| 1997               | Ciudad del Cabo (Sudáfrica) | Medalla de plata  | Florete por equipos |
| 2001               | Nimes (Francia)             | Medalla de bronce | Florete por equipos |